# Unterseeboot U-122 (1917)
Pour les autres navires du même nom, voir Unterseeboot 122.
L'Unterseeboot U-122 est un sous-marin de type UE II à long rayon d'action de type UE II de la Kaiserliche Marine pendant la Première Guerre mondiale. L'U-122 a participé à des opérations navales et a pris part à la première bataille de l'Atlantique. Au cours de sa carrière, l'U-122 a réussi à couler un navire de 278 tonnes de jauge brute (TJB).
L'U-122 s’est livré aux Alliés à Harwich le 26 novembre 1918, conformément aux exigences de l’armistice avec l’Allemagne. Le navire a ensuite été mis en cale sèche à Chatham Dockyard jusqu’à ce qu’il soit remorqué dans la Manche et coulé au large de l’île de Wight le 1er juillet 1921.

## Conception
Les sous-marins de type UE II ont été précédés par les sous-marins de type UE I, plus courts. L'U-122 avait un déplacement de 1163 tonnes en surface et de 1468 tonnes en immersion. Le navire avait une longueur hors tout de 82 m, un maître-bau de 7,42 m, un tirant d'air de 10,16 m et un tirant d’eau de 4,22 m. Le sous-marin était propulsé par deux moteurs de 2400 ch (1800 kW) en surface et deux moteurs de 1235 ch (908 kW) en immersion. Il avait deux arbres d'hélice et deux hélices de 1,61 m de diamètre. Il était capable d’opérer à des profondeurs allant jusqu’à 75 m.
La vitesse maximale du sous-marin était de 14,7 nœuds (27,2 km/h) en surface et de 7 nœuds (13 km/h) en immersion. Il pouvait parcourir 11470 milles marins (21240 km) à 8 nœuds (15 km/h) en surface et 35 milles marins (65 km) à 4,5 nœuds (8,3 km/h) en immersion. L'U-122 était armé de quatre tubes lance-torpilles de 50 centimètres installés à l’avant avec quatorze torpilles, deux goulottes pour mines de 100 centimètres installées à l’arrière avec quarante-deux mines, et un canon de pont de 15 cm SK L/45 avec 494 obus. Il avait un équipage de quarante hommes, trente-six matelots et quatre officiers.

## Affectations
- I Flottille : date de début inconnue au 11 novembre 1918

## Commandants
- Kapitänleutnant Alfred Korte[4] : du 4 mai au 11 novembre 1918

## Navires coulés
| Date            | Nom     | Nationalité | Tonnage | Destin. |
| --------------- | ------- | ----------- | ------- | ------- |
| 18 octobre 1918 | Njordur | Islande     | 278     | Coulé   |